# Guayota

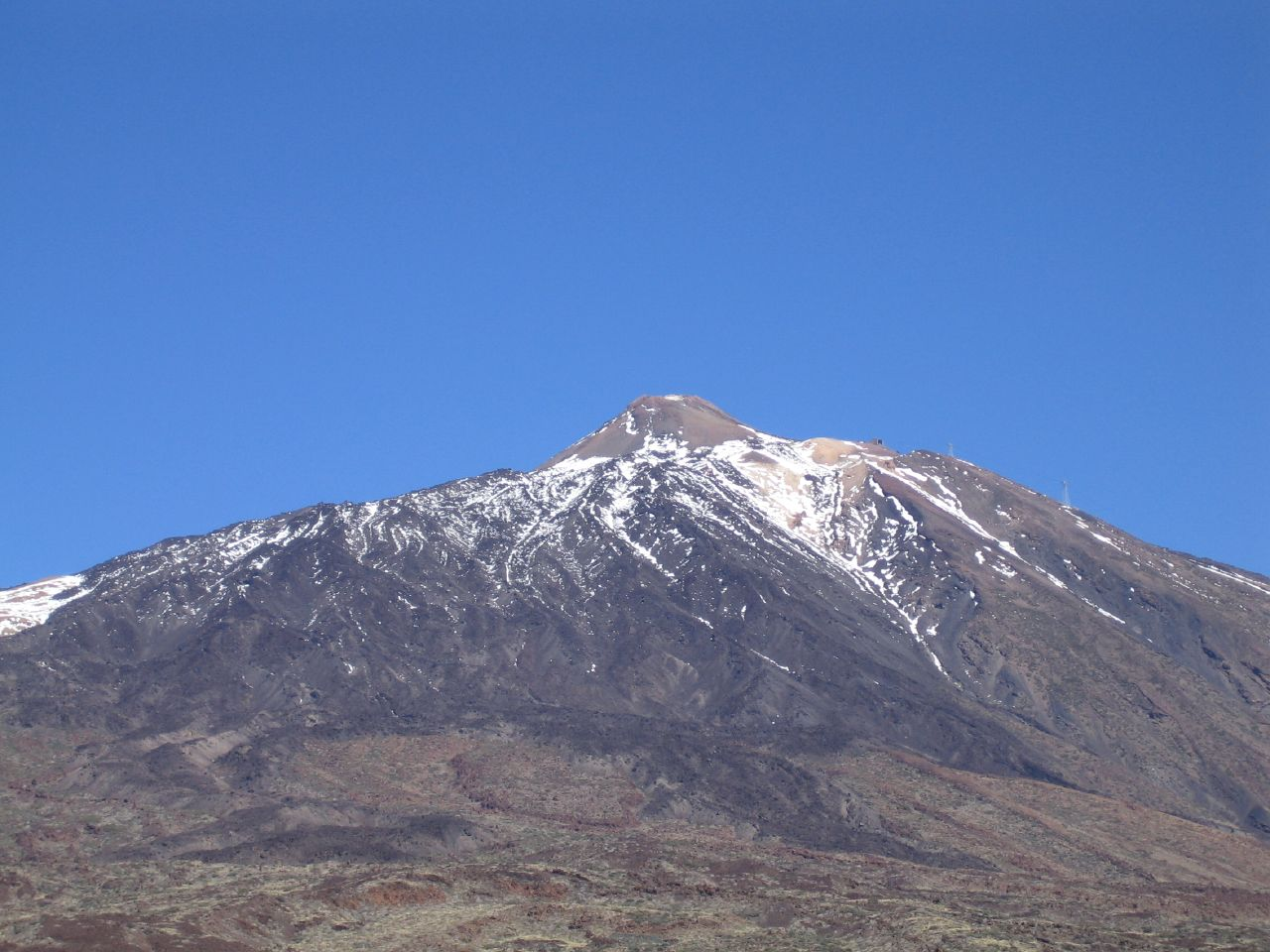
Teide, Teneriffa.

Guayota var djävulen för ursprungsbefolkningen guancher invånarna på ön Teneriffa. De trodde att denna onda ande levde inuti Teide-vulkanen.
Enligt legenden kidnappade Guayota solguden Magec och låste in honom innanför Teide. Achamán lyckades inne i vulkanen rädda Magec och i stället låsa in Guayota.